# 발터르 메이위브스
발터르 메이위브스(네덜란드어: Walter Meeuws, 1951년 7월 11일, 안트베르펜 주 히를러 ~)는 벨기에의 전직 축구 선수이자 감독이다.

## 선수 경력
현역 시절, 메이위브스는 베이르스홋, 클뤼프 브뤼허, 스탕다르 리에주, 아약스, 그리고 메헬렌에서 활약했다. 그는 벨기에 국가대표팀 경기에 46번 출전했으며, 유로 1980과 1982년 월드컵에 참가했다.
현역 은퇴 후, 그는 감독으로 활동했는데, 1989년부터 1990년까지 짧은 기간 동안 국가대표팀을 지휘했다.
현역 시절, 그는 4번의 리그 우승을 거두었는데, 2번은 스탕다르 소속으로, 1번은 브뤼헤 소속으로 벨기에 리그를 우승했고, 1번은 아약스 소속으로 네덜란드 리그를 우승했다. 그는 컵대회도 2번 우승했고, 벨기에 국가대표팀 일원으로 이탈리아에서 열린 유로 1980 결승전에도 출전했다. 그는 벨기에 역사상 정상급 수비수로 손꼽힌다.

## 감독 경력
감독으로서, 그는 리르서, 로열 앤트워프, 그리고 라바트 소속으로 컵대회를 3번 우승했는데, 리르서에서 슈퍼컵을 1번 우승했고, 라자 카사블랑카를 이끌고 아프리카 챔피언스리그 준우승을 거두었고, 1993년에는 앤트워프를 이끌고 웸블리에서 열린 유러피언 컵위너스컵 결승전에 오르기도 했다. 그는 벨기에 구단을 이끌고 유럽대항전 결승전에 오른 마지막 감독이다.

## 수상

### 선수
클뤼프 브뤼허
- 벨기에 1부 리그: 1979-80
- 벨기에 슈퍼컵: 1980
- 기린컵: 1981[3]
- 트로페 쥘 파파에르: 1978[4]

스탕다르 리에주
- 벨기에 1부 리그: 1981-82, 1982-83
- 벨기에 슈퍼컵: 1981, 1983
- 유러피언 컵위너스컵 준우승: 1981-82
- 인터토토컵: 1982[6]

아약스
- 에레디비시: 1984-85

메헬렌'
- 벨기에 컵: 1986–87

벨기에
- 유럽 선수권 대회 준우승: 1980[9]

개인
- 벨기에 스포츠 공로상: 1980[10]

### 감독
로열 앤트워프
- 벨기에 컵: 1991-92
- 유러피언 컵위너스컵 준우승: 1992-93

리르서
- 벨기에 컵: 1998-99
- 벨기에 슈퍼컵: 1999

라자 카사블랑카
- 아프리카 챔피언스리그 준우승: 2002[13]

라바트
- 모로코 왕위컵: 2009

개인
- 벨기에 올해의 축구 감독: 1992-93[15]